# Attila Verestóy
Attila Verestóy (n. 1 martie 1954, Odorheiu Secuiesc, Harghita, România – d. 24 ianuarie 2018, Viena, Austria) a fost un senator român de etnie maghiară în toate legislaturile din perioada 1990 - 2018, ales de fiecare dată în județul Harghita pe listele UDMR. Înmulțirea defrișărilor pădurilor din România a coincis cu implicarea în afacerile cu lemn a familiei politicianului care avea să fie poreclit mai apoi „Drujba lui Dumnezeu” și „Regele cherestelei”.

## Studiile
Attila Verestóy a urmat cursurile Liceului „Dr. Petru Groza” din Odorheiu Secuiesc, unde a obținut bacalaureatul. Din 1972 a fost student la Universitatea Politehnica din București, pe care a absolvit-o ca inginer chimist. A fost repartizat ca inginer stagiar la Gheorgheni.

## Activitatea politică
Verestóy a intrat în politică în urma Revoluției, în ianuarie 1990 fiind consilier al Frontului Salvării Naționale și membru al grupului de consilieri pentru Károly Király, unul dintre vicepreședinții Frontului. Din februarie până în mai din acel an, el a aparținut Consiliului provizoriu al unității naționale și a fost președintele comitetului minorităților sale.
A fost ales senator de Harghita din partea UDMR la alegerile din 20 mai 1990.

## Afaceri
Averea senatorului Attila Verestóy a fost estimată de revista Capital, pentru anul 2017, la 48-50 de milioane de euro. Acesta avea investiții substanțiale pe piața de capital, fiind unul dintre cei mai bogați politicieni din România. În declarația de avere din anul 2017 acesta deținea un pachet de peste 11 mii de acțiuni la Tranzgaz în valoare de 4,75 de milioane de lei. Mai deținea și 45 de mii de acțiuni la Romgaz, a căror valoare de piață este de 1,5 milioane de lei. În total, valoarea de piață a tuturor acțiunilor pe care le deținea la BVB, în 2016, a fost de 43 de milioane de lei. În total, avea în conturi ca depozite, peste 7 milioane de euro. Plus 11 imobile în mai multe județe din țară.
Senatorul UDMR, Attila Verestoy, ar fi câștigat la Bursă 10 milioane de euro în numai 19 minute în ședința de tranzacționare de pe 28.03.2006. Udemeristul este acuzat ca i-ar fi câștigat ilegal, “la pont”. Președintele BVB ar fi trebuit să oprească acea tranzacționare deoarece în Parlament se vota legea SIF-urilor ce influența în mod direct tranzacționarea, iar Verestoy, ca senator, ar fi profitat de acest lucru cunoscând varianta finală a legii ce urma să fie adoptată.
Astfel, Verestoy s-a folosit de informațiile obținute prin natura funcției, a vândut când titlurile se tranzacționau la un preț bun și a cumpărat dupa ce acestea au scăzut cu 9%, scădere datorată legii adoptate în Parlament.
Verestoy a declarat că el tranzacționează zilnic astfel de titluri, că informațiile erau publice, ba mai mult, el nici măcar nu a participat la votul din Parlament. În ciuda acestor declarații, mai mulți analiști bursieri au precizat că ședința de tranzacționare trebuia suspendată, fiind mai mult decât evident, conflictul de interese în cazul Verestoy.
Afacerile sale din România au fost controversate, acesta deținând mai multe companii, printre care și societatea de administrare a investițiilor Investica Asset Management.
Este unul dintre cei mai bogați parlamentari români. Este cunoscut și ca membru al grupărilor responsabile de cele mai mari despăduriri realizate în Romania, din aceasta cauza fiind supranumit și „Drujba lui Dumnezeu” .
Titulatura „Drujba lui Dumnezeu” i-a fost atribuită de revista Academia Cațavencu la începutul anilor ’90, pentru că Attila Verestoy provenea dintr-un bazin electoral a cărei principală afacere era tăierea pădurilor din Harghita și exportarea buștenilor sau a cherestelei în Austria și Ungaria. Aceasta este de fapt o analogie la personajul istoric ce poartă același nume cu al senatorului în cauză: Atilla, supranumit la rândul său „biciul lui Dumnezeu”, un conducător al hunilor cunoscut, printre altele, că a traversat Dunărea de două ori și a jefuit în Balcani, paralelă la faptul că  România face parte din aceeași zonă în care și-a manifestat, în zilele noastre, activitatea și Atilla Verestoy în defrișarile de păduri, pentru ca mai apoi să exporte lemnul în Ungaria.